# Cabras
Cabras – miejscowość i gmina we Włoszech, w regionie Sardynia, w prowincji Oristano. Graniczy z Nurachi, Oristano i Riola Sardo.
Według danych na rok 2004 gminę zamieszkiwały 8703 osoby, 85,3 os./km².